# Máltai tigris

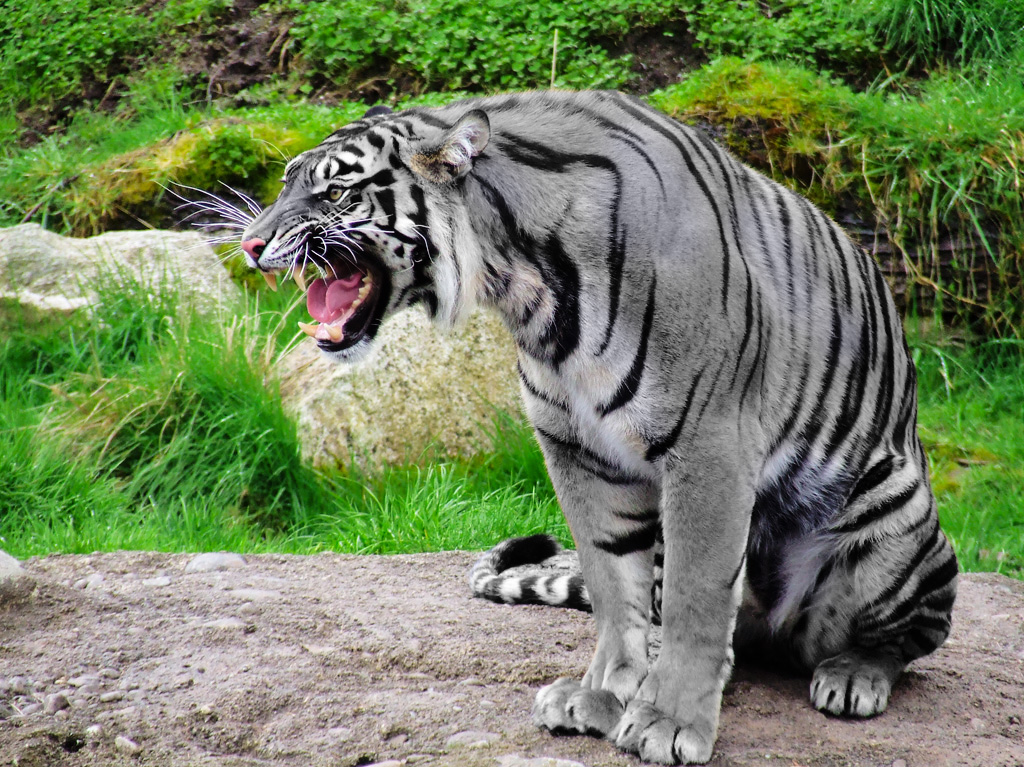
Máltai tigris

A máltai tigris (vagy kék tigris) nem külön alfaj, hanem a dél-kínai tigris igen ritka palaszürke színváltozata. A máltai tigris úgynevezett maltanziós mutáns. Ez a mutáció más macskáknál is előfordul, a házi macska egyes fajtáinál ez okozza a hasonló színezetet. A „máltai” jelző onnan ered, hogy Málta szigetén a házi macskák körében gyakori a színért felelős allél, az elnevezés innen került át a tigrishez, aminek semmi köze nincs Máltához.
Mivel maga a dél-kínai tigris is kihalófélben lévő alfaj, a színváltozatért felelős allél valószínűleg mára kihalt. Habár „kék” tigrist a szibériai tigris elterjedési területén, Koreában is észleltek.